# Pánuco de Coronado
Pánuco de Coronado là một đô thị thuộc bang Durango, México. Năm 2005, dân số của đô thị này là 11886 người.